# Right Here, Right Now (Charlotte-Keeffe-Album)
Right Here, Right Now  ist ein Improvisationsalbum von Charlotte Keeffe. Die zwischen 2016 und 2019 an verschiedenen Orten entstandenen Aufnahmen erschienen am 11. Juni 2021 auf  Martin Archers Label Discus Music.

## Hintergrund
Right Here, Right Now, das Debütalbum der Trompeterin Charlotte Keeffe, versammelt Solo-, Duo- (mit dem Gitarristen Diego Sampieri) und Quartettaufnahmen, letztere mit ihrer Gruppe, zu der Moss Freed (Gitarre), Ashley John Long (Bass) und Ben Handysides (Schlagzeug) gehören; diese wurden live bei einer Jazz at The Cockpit-Session aufgenommen. Des Weiteren enthält das Album Noizemaschin!!, ein Ausschnitt aus ihrem ersten frei improvisierten Soloauftritt 2017 bei einer gleichnamigen Konzertreihe. Right Here, Right Now ist auch der Titel von Keeffes erstem Dirigat mit dem London Improvisers Orchestra im Jahr 2019. Das Album enthält zwei weitere Stücke mit diesem Orchester, „1200 Photographs“ und „Mysterious Breath / This One's for the Bees“. Zu den beteiligten Musikern gehören Steve Beresford, Caroline Kraabel, John Edwards und die Sänger Maggie Nicols und Phil Minton.

## Titelliste
- Charlotte Keeffe: Right Here, Right Now (Discus 107CD)[1]

1. 1200 Photographs 4:24
2. OM 6:01
3. Mysterious Breath / This One's for the Bees 5:14
4. Sweet, Corn 4:08
5. The Melody's in the Post 2:30
6. To Steve Beresford 8:37
7. NoizeMaschin!! 5:03
8. A Horse Named Galaxy 3:53
9. Right Here, Right Now 8:32

Die Kompositionen stammen von Charlotte Keeffe.
Die Stücke 1, 4 und 8 wurden live im The Cockpit Theatre in London, im Rahmen der Veranstaltungsreihe Jazz in the Round am 25. März 2019 aufgenommen. Stück 2 wurde 2016 in der Guildhall School of Music and Drama eingespielt. Die Stücke 6 und 9 wurden 2019 aufgenommen. Stück 7 entstand live 2017.

## Besetzung

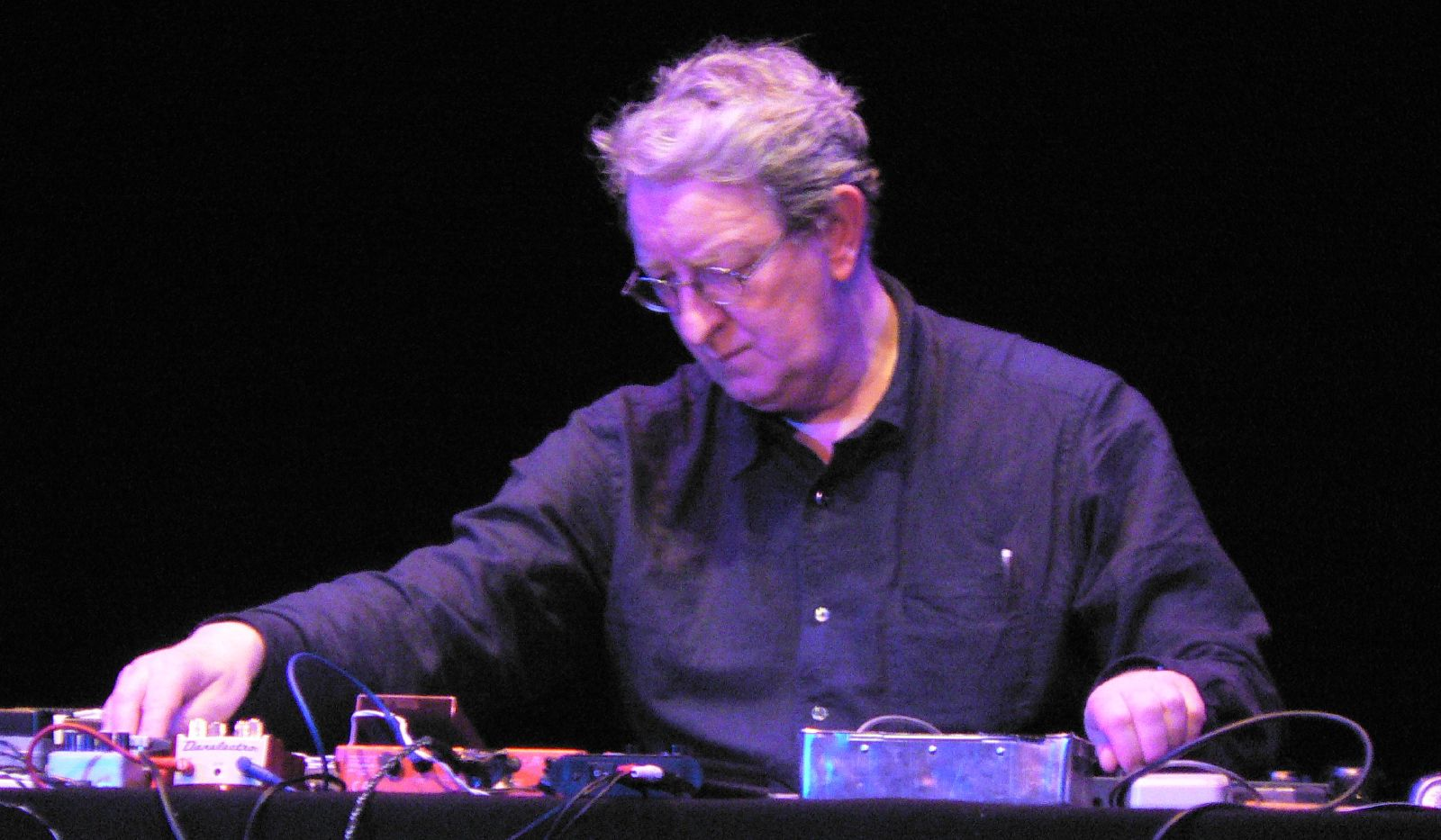
Steve Beresford

Personal: Charlotte Keeffe (Trompete und Flügelhorn oder Leitung) mit Moss Freed (Gitarre); Ashley John Long (Bass) und Ben Handysides (Schlagzeug) oder Diego Sampieri (Gitarre) oder The London Improvisers Orchestra: Daniel Cano-Amaro, Jonny Martin, Dawid Frydryk (Trompete, Flügelhorn); Robert Jarvis, Edward Lucas Simon Petermann (Posaune); Dave Powell (Tuba); Dee Byrne, Martin Clarke, Caroline Kraabel (Altsaxophon); Adrian Northover (Alt-, Sopransaxophon); Sue Lynch (Tenorsaxophon, Klarinette); Cath Roberts (Baritonsaxophon); Jacques Foschia (Klarinette); João Pedro Viegas, Sebastian Sterkowicz (Bassklarinetten); Emily Suzanne Shapiro (Klarinette, Bassklarinette); Neil Metcalfe, Phoebe Bognár (Flöten); Steve Beresford (Piano, Elektronik); Douglas Benford (Melodica, Harmonium); John Bisset Martin Vishnick (Gitarren); Pascal Marzan (mikrotonale 10-saitige Gitarre); Jerry Wigens (Mandoline); Phil Durrant (Hackbrett mit E-Bogen, Mandola); Thodoris Ziarkas (Lyra); Linda Jankowska, Susanna Ferrar Olivia Moore, Pei Ann Yeoh Philipp Wachsmann (Violine); Charlotte Hug, Ivor Kallin (Viola, Gesang); Gero Kempf, John Edwards, David Leahy, Mark Hilton (Bass); Jackie Walduck (Vibraphon); Trevor Taylor (Gong, Vibraphon) Marcello Magliocchi (Schlagzeug); Lukax Santana, Byran Styles, Dave Fowler, Emil Karlsen (Schlagzeug); Stephan Barrett (Glocken); Ng Chor Guan (Theremin); Martin Hackett, Sarah Washington, Knut Aufermann, Andrew Ciccone (Elektronik); Phil Minton (Stimme, Trompete); Adam Bohman (Objekte, Stimme); Maggie Nicols (Stimme).

## Rezeption
Diese Zusammenstellung vermittle die positive Atmosphäre eines Sampler-Albums und gleichzeitig das Gefühl, ein Schaufenster für Keefes unbestrittenes Talent zu sein, was alles durch die Tatsache unterstrichen werde, dass die Musik Keeffe solo und in Gruppierungen vom Duo bis zum großen Ensemble dokumentiere, schrieb Nic Jones in Jazz Journal. Das Quartett aus Keeffe, Freed, Handysides und Long würde seinem musikalischen Tun mit einer größeren kollektiven Haltung nachgehen als einige der gehypten Stars des zeitgenössischen Jazz, zumindest soweit dies man auf „1200 Photographs“ und „Sweet Corn“ erleben könne. Leider sei die Kürze beider Stücke frustrierend, weil die Tiefe des Zusammenspiels außergewöhnlich und daher einer weitaus umfassenderen Darstellung wert sei.
Keeffes Quartett habe einen souveränen und gewachsenen Sound, schrieb Fiona Mactaggart in Jazz in Europe, doch vielleicht am interessantesten von allen sind die drei Tracks mit dem London Improvisers Orchestra. Auch wenn Keeffe manchmal sanft das Geschehen dominiere, zeige sie gleichzeitig auch eine exquisite Sensibilität für das gesamte Orchester: keine leichte Aufgabe, wenn zwischen 18 und 36 Musiker spielen. Right Here, Right Now präsentiere eine höchst autoritative Stimme, die auch enorme Zartheit zeigen könne. Dies sei ein bunter Flickenteppich von einem Album, mit Musik, die helfen werde, den Kreislauf über den Winter in Schwung zu halten, besonders für diejenigen von uns, die von Improvisation angezogen werden.
Tony Dudley-Evans schrieb in London Jazz News, die Quartett-Sessions würden besonders durch ihre Bewegung zwischen komponierten Abschnitten und frei improvisierten Passagen beeindrucken. Jedes Mitglied des Quartetts besitze die Fähigkeit, sich zwischen Struktur und Freiheit zu bewegen und so Stücke zu schaffen, die sich ständig weiterentwickeln. Dies sei definitiv einer der Wege nach vorne für den Jazz und die improvisierte Musik. Keeffe präsentiere sich hier als eine Musikerin mit großer Vorstellungskraft und Sensibilität. Die Solo- und Duostücke würden beide Aspekte ihres Spiels zeigen; „OM“, das Duo mit Diego Sampieri, sei besonders ergreifend, und „The Melody’s in the Post“, ein Solostück für Trompete und Flügelhorn, das von einer Melodie von Alicia Gardener-Trejo inspiriert ist, mache effektiven Gebrauch von Elektronik. Die Tracks mit dem London Improvisers Orchestra wiederum würden auf den einzigartigen und wunderbaren Texturen basieren, die eine große Gruppe von Improvisatoren beim gemeinsamen Improvisieren erzeuge.
Eher wie ein Lebenslauf oder zeitgemäß eine LinkedIn-Seite, biete die Trompeterin/Flügelhornistin Charlotte Keeffe in den neun Tracks ein umfassendes Resümee ihres Könnens, meinte Ken Waxman (Jazz Word). Es gebe hier durchweg beeindruckende Arbeit zu hören, aber wie bei der Person, die zu viele Details zu einer Bewerbung liefere, wäre ein engerer Fokus vorzuziehen. So würde sie eindrucksvoll beweisen, dass sie ihre kapillare Autorität in freien Improvisationen mit dem Gitarristen Diego Sampieri und im Solospiel bewahren kann. Sie schwingt sich gegen das zarte Fingerpicking des Gitarristen und positioniert ihre verschleifende Exposition mit Dämpfern, Halbventilen und anderen Effekten. Alleine rufe sie Elektronik für kompliziertes Live-Sampling und Klangvervielfachung auf, die es ihr ermöglichen, rauschende Töne auf einem Track zu kaskadieren und ansonsten die Essenz von „The Melody’s in the Post“ mit warmen Erweiterungen von Tangenten und Texturen zu kommunizieren.

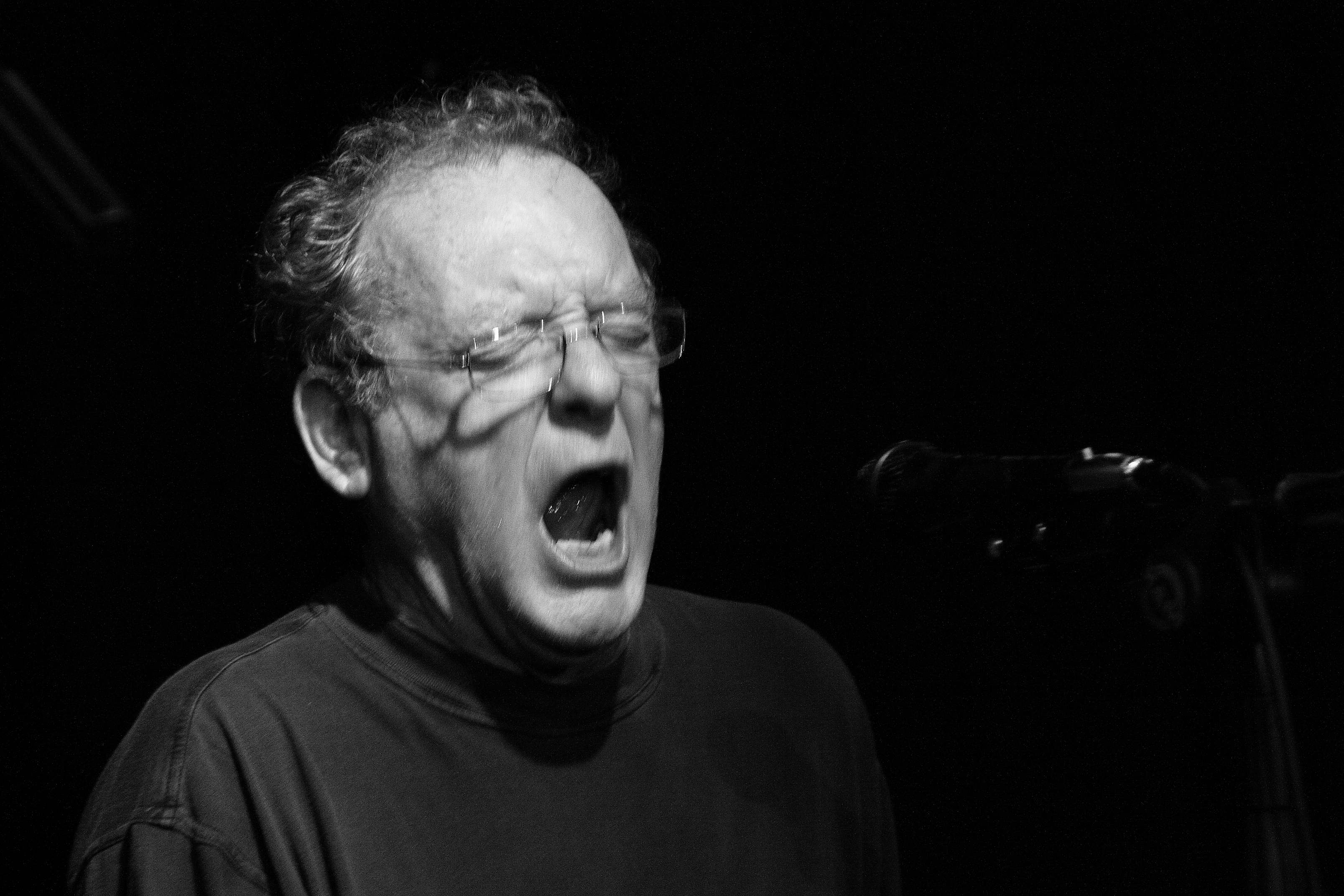
Phil Minton

Keeffe zeige sich als eine sehr vielseitige Musikerin, wie die verschiedenen hier dokumentierten Situationen belegen, meinte Gennaro Fucile (Musica Jazz). Das Ergebnis seien abwechslungsreiche Klanglandschaften, in denen sich die plötzliche Phrasierung, die verträumte und gleichzeitig vollmundige Klangfülle ihrer Trompete konstant wiederfinden, sowie eine allgemeine Fähigkeit, den Klangbereich zu verwalten, mit dem sie interagiere und / oder leite. Die beiden Solo-Exkursionen seien faszinierend, „The Melody's in the Post“ mit der Verwendung von Trompete und Flügelhorn, die auf ein Thema zueilen, aber gegriffen sind, und „Noizemaschin!!“, ihr Solo für Trompete, mit einem körnigen Klang, der Schicht für Schicht wiederholt wird, gesprenkelt von Ausbrüchen in klingenden Höhen. „Mondstimmung“ wiederum komme im Duo mit Sampieri auf, in „OM“, eine Art Ambient-Jazz mit zarten und verträumten Tönen, ein weiterer Beweis für das fröhliche Zusammenspiel zwischen Keeffe und dem Gitarristen.
Schließlich widmet sich Gennaro Fucile den drei Teilen Keeffes mit dem London Improvisers Orchestra. In „Mysterious Breath / This One's for the Bees...“ würde ein Schwarm geheimnisvoller Klänge (36 Musiker sind hier beteiligt) Keeffes Trompete umhüllen, die hier in der Doppelrolle als Solistin und Dirigentin agiere. In „To Steve Beresford“, geschrieben für ein sozusagen reduziertes Ensemble mit 18 Improvisatoren, würde stattdessen das Spiel, das Zitat, sogar der Spott bevorzugt, sowie Exkurse und Fragmente, die dem musikalischen Humor der Musikerin wahrlich huldigen. Schließlich das Titelstück, in dem Keeffe 29 Musiker dirigiert. Damit sei ein weiterer Szenenwechsel verbunden, denn hier werde man von einer erst gespenstischen, dann scharfen und turbulenten Klangwolke eingehüllt, die schließlich von der mantraartigen Deklamation des Titels aufgelöst werde.